# Chlorophyceae familia incertae sedis
Chlorophyceae familia incertae sedis, zelene alge koje imaju status porodice u razredu Chlorophyceae, red Chlorophyceae incertae sedis. Postoji četrdesetak vrsta u 24 roda.

## Rodovi
1. Achoma P.M.Novis & G.Visnovsky
2. Alvikia Shin Watanabe & L.A.Lewis
3. Bicuspidella Pascher
4. Botryosphaera Chodat
5. Capsulococcus A.W.Bennett
6. Chlorovitta Schiller
7. †Crassikamaena P.L.Brenckle
8. †Cribrokamaena P.L.Brenckle
9. Diplochloris Korschikov
10. Eubrownia Shin Watanabe & L.A.Lewis
11. †Glenobotrydion J.W.Schopf
12. †Globophycus J.W.Schopf
13. Hexamitus Dujardin
14. Hortobagyiella L.Hajdu
15. Hyalococcus H.Warén
16. Hydrurites Reinsch
17. Jenufa Nemcová, M.Eliás, Skaloud & Neustupa
18. Jolyella Ruinen
19. Lobocystis R.H.Thompson
20. †Noremia M.Kedves
21. Parachlorococcum Shin Watanabe & L.A.Lewis
22. †Seletonella K.B.Korde
23. Sphaerobotrys Butcher
24. Variochloris P.M.Novis & G.Visnovsky